# 7254 Kuratani
7254 Kuratani eller 1993 TN1 är en asteroid i huvudbältet som upptäcktes den 15 oktober 1993 av de båda japanska astronomerna Kazuro Watanabe och Kin Endate vid Kitami-observatoriet. Den är uppkallad efter astronomen Hiroshi Kuratani.
Asteroiden har en diameter på ungefär 3 kilometer.